# Mouvement national des prisonniers de guerre et déportés
Pour les articles homonymes, voir Mouvement national.
Le Mouvement national des prisonniers de guerre et déportés (M.N.P.G.D.) est un mouvement de la résistance française, lors de l'occupation de la France par les nazis en 1940-1944.

## Histoire succincte
Le MNPGD est né le 12 mars 1944 de la fusion de trois mouvements plus anciens, qui recrutaient principalement parmi les prisonniers de guerre, évadés ou rapatriés:
- Le Comité national des prisonniers de guerre, (CNPG) ;
- Le Mouvement de résistance des prisonniers de guerre et déportés (MRPGD) ;
- Le Rassemblement national des prisonniers de guerre (RNPG).

Le CNPG, d'obédience communiste était une branche spécialisée du Front national, créée en 1943. Son principal animateur, Robert Paumier, qui s'était évadé du Stalag VC.
Le MRPGD est le prolongement en France du noyau de résistance du Stalag XIB, d'abord appelé réseau Charette, du pseudonyme de son fondateur Michel Cailliau, neveu de Charles de Gaulle et qui se transforme en MRPGP en mars-avril 1943.
Les fondateurs du RNPG étaient passés par le Commissariat général aux prisonniers de guerre et familles de prisonniers de guerre de Vichy. François Mitterrand en fut la cheville ouvrière. Le RNPG passa de la mouvance pétainiste au giraudisme.
La réunion de ces trois mouvements est imposée par le CFLN d'Alger, sous l'égide du CNR, dont un membre préside la réunion constitutive.
En 1945, le mouvement se fond dans la Fédération nationale des combattants et prisonniers de guerre (FNCPG).
Il semble que le titre de mouvement de résistance lui ait été refusé en 1949 puis en 1951. La Présidence de la République publia un arrêté donnant au MNPG le titre de mouvement de résistance en 1986, mais cet arrêté a été cassé par le Conseil d'état le 11 mars 1991 (et non le 25 février comme indiqué par Pierre Clostermann dans son livre "L'Histoire vécue").

## Organisation
François Mitterrand en est le chef, et la plupart de ses subordonnés sont des amis ou des proches de celui-ci, rencontrés pendant ses études à Paris, au Stalag IX A, ou en 1942-1943.
Le mouvement est divisé en deux aires géographiques, correspondant aux anciennes zones occupées et non occupées. Le nord est dirigé directement par François Mitterrand, le sud par Étienne Gagnaire. Jean Munier est responsable du service Action. Marcel Barrois est responsable des relations avec les maquis. Arrêté le 30 avril 1944, il meurt dans le train qui l'emmène à Buchenwald. Marcel Haedrich dirige le journal du mouvement, L'Homme libre.
André Bettencourt s'occupe de l'antenne genevoise du mouvement, avec l'appui de Pierre de Bénouville, et Allen Dulles, chef de l'Office of Strategic Services pour l'Europe, qui participe au financement du MNPGD.
Pierre Le Moign' en devient le secrétaire général en mai 1944. Jacques Bénet et Philippe Dechartre représentent le mouvement à Alger.
Edgar Morin et Georges Beauchamp figurent également parmi ses membres les plus actifs.